# VGN-Klasse EL-3A
Die Elektrolokomotiven EL-3A der Virginian Railway (USA) waren Dreifachlokomotiven für 11 kV 25 Hz Wechselstrom für die Bespannung von Kohlenzügen auf dem elektrifizierten Abschnitt Elmore–Roanoke, der Hauptstrecke der Bahn. Die Lokomotiven waren bei ihrer Ablieferung die größten und leistungsfähigsten der Welt.

## Geschichte
Nach Angaben von Westinghouse wurde bei Vergabe der Elektrifizierung des 215 km langen Abschnittes durch die Allegheny Mountains der damals weltweit größte Auftrag für die Elektrifizierung einer Bahnstrecke unterzeichnet. Der Auftrag über 15 Millionen US-Dollar umfasst neben der Lieferung der gesamten elektrischen Infrastruktur auch die Bereitstellung von 36 Triebfahrzeug-Sektionen. Davon wurden 30 zu zehn Dreifachlokomotiven der Baureihe EL-3A zusammengestellt und 6 als Einzellokomotiven der Baureihe EL-1A eingesetzt. Die einzelnen Sektionen trugen die Nummern EL-1 bis EL-36.
Die erste Dreifachlokomotive wurde am 14. Mai 1925 im Westinghouse-Werk in Pittsburgh vorgestellt. Die elektrische Betriebsaufnahme erfolgte am 14. September desselben Jahres auf der Westrampe der Allegheny Mountains von Elmore nach Clarks Gap, am 1. Oktober bis Princeton und am 16. September 1926 durchgehend bis Roanoke.
Zwei EL-3A-Lokomotiven – eine vorne und eine hinten am Zug – führten 6000-t-Züge über die 21-‰-Rampe von Elmore nach Clarks Gap mit 23 km/h. Auf der 6-‰-Rampe zwischen Whitethorne und Merrimac genügte die Zugmaschine zur Beförderung von 9000-t-Zügen. Der elektrische Betrieb verdoppelte die Kapazität der Strecke, weil die Züge die 21-‰-Rampe doppelt so schnell erklimmen konnten wie die Dampflokomotiven, die bei der Bergfahrt mit einem leichteren, nur 5500 t schweren Zug auf demselben Streckenabschnitt nur 11 km/h erreichten. Bei der Talfahrt verminderte die elektrische Nutzbremse der Lokomotiven nicht nur die Abnutzung der Radreifen und den Verbrauch an Bremsklötzen, sondern es konnten auch noch 15.000 MWh Energie pro Jahr eingespart werden.
Die zehn EL-3A bewältigten den gesamten Betrieb auf dem elektrifizierten Streckenabschnitt und ersetzten dabei 48 große Mallet-Dampflokomotiven. Die vom Personal als Squareheads (Quadratschädel) bezeichneten Lokomotiven waren zwar in der Anschaffung doppelt so teuer wie eine Dampflokomotive ähnlicher Leistungsklasse, benötigten aber im Vergleich zu diesen wesentlich weniger Unterhalt, sodass sich die Mehrkosten rechtfertigten. Die Dampflokomotiven konnten wegen der Zeit, die für Anheizen, Ausschlacken, Wenden in den Endstationen sowie Wartungsarbeiten benötigt wurde, nur die Hälfte der Zeit zur Beförderung von Zügen eingesetzt werden, während die Elektrolokomotiven über 90 % der Zeit für die Zugbeförderung zur Verfügung standen.
Der Bestand an Elektrolokomotiven der Virginian Railways wurde erst 1948 wegen gestiegenem Verkehrsvolumen durch vier Doppellokomotiven der Baureihe EL-2B und 1955 durch 12 Lokomotiven der Baureihe EL-C ergänzt. Die EL-3A waren bis zur Einstellung des elektrischen Betriebs im Jahre 1959 im Einsatz.

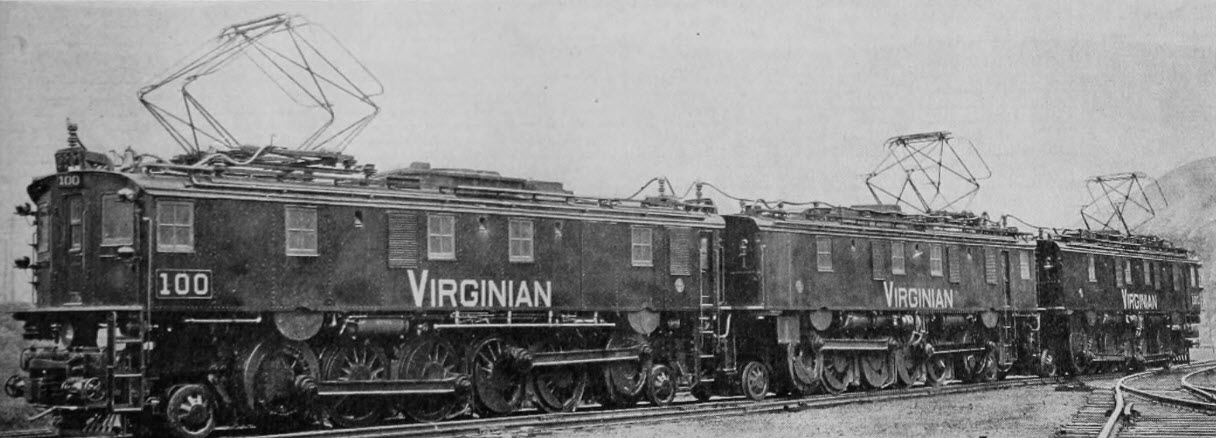
Erste von Westinghouse in Pittsburgh fertiggestellte Lokomotive.

## Technik
Eine EL-3A-Lokomotive bestand aus drei Sektionen, die durch semipermanente Kupplungen verbunden waren und von einem Führerstand aus bedient werden konnten. Die Steuerstromkreise hätten auch die Vielfachsteuerung von vier Sektionen erlaubt, was aber in der Praxis nicht genutzt wurde. Jede Sektion war für sich alleine betriebsfähig. Der elektrische Teil stammte von Westinghouse, der wagenbauliche Teil von Alco. Jede Sektion hatte einen Lokomotivkasten in Boxcab-Ausführung, der, ohne Zugkräfte zu übertragen, auf zwei Drehgestellen lag, in denen je zwei Treibachsen und eine führende Laufachse angeordnet waren.
Der Antrieb erfolgte über Stangen, die mit einer zwischen der Laufachse und dem ersten Triebradsatz angeordneten Blindwelle verbunden waren. Diese war mit radial gefederten Kurbeln versehen, die von einem Drehstrom-Asynchronmotor in Dahlanderschaltung mit Schleifringläufer angetrieben wurde.
Die Lokomotive war als Umformerlokomotive ausgeführt, bei der der Einphasen-Wechselstrom aus der Fahrleitung auf der Lokomotive mithilfe eines rotierenden Umformers in Dreiphasenwechselstrom zur Versorgung der Fahrmotoren umgewandelt wurde. Der Umformer war als Asynchron-Einankerumformer, auch Spaltumformer genannt, ausgeführt und verfügte über eine Anwurfeinrichtung.
Der Strom aus der Fahrleitung wurde über den Stromabnehmer einem ölgekühlten Haupttransformator zugeführt, der die Spannung heruntersetzte. Der Kühlkreislauf des Transformators war mit einer Zwangsumwälzung und einem zwangsbelüfteten Kühler ausgerüstet. An der Sekundärseite des Transformators war der Umformer angeschlossen, der die Einphasenspannung in eine ungeregelte Dreiphasen-Spannung für die Fahrmotoren umwandelte. Die Lokomotive hatte lediglich zwei Dauerfahrstufen, welche durch die Polumschaltung der Fahrmotoren erreicht wurde. Die dazugehörigen Geschwindigkeiten lagen bei 23 und 46 km/h. Die Anfahrt erfolgte mithilfe eines in den Schleifringkreis des Asynchronmotors geschalteten Flüssigkeitsanlassers, in dem das Niveau des Elektrolyten durch den Fahrschalter gesteuert wurde.
Bei Gefällefahrt ging die Lokomotive ohne Zutun des Lokführers und ohne Änderung der Schaltung in den Nutzbremsbetrieb über. Durch die Räder angetrieben, begannen die Asynchronmotoren als Generatoren zu arbeiten, sobald ihre Drehzahl die synchrone Drehzahl des Motors überschritt, und der erzeugte Strom wurde über den Umformer in die Fahrleitung zurückgespeist. Die Bremsleistung war ebenso groß wie die Antriebsleistung, sodass ein Zug ohne Benutzung der pneumatischen Bremse bei der Gefällefahrt in Beharrung gehalten werden konnte.